# Love Yourself: Answer
Love Yourself 結 'Answer' (estilizado como LOVE YOURSELF 結 'Answer') es el tercer álbum recopilatorio del grupo surcoreano BTS. El álbum fue lanzado el 24 de agosto de 2018 por Big Hit Entertainment y está disponible en cuatro versiones diferentes: S, E, L y F. El álbum contiene veinticinco canciones, incluyendo siete nuevas. La mayoría de los temas son de Love Yourself: Her, y Love Yourself: Tear, así como algunos remixes.

## Antecedentes y lanzamiento
Answer se anunció por primera vez el 16 de julio de 2018. El álbum fue diseñado como el final de la serie Love Yourself, que conectó el argumento de la historia del cortometraje Love Yourself: Wonder, el EP Love Yourself: Her, y el álbum de estudio Love Yourself: Tear. El 6 de agosto, Big Hit Entertainment lanzó una nota sobre Most Beautiful Moment in Life, parte de una serie de notas ficticias pertenecientes al concepto de álbumes de BTS, comenzando con el EP The Most Beautiful Moment in Life, Part 1 (2015). La nota, escrita por Jin, integrante del grupo, habló sobre cómo encontró un cuaderno escrito por su padre en la historia, donde redactaba los fracasos del mismo. Tres días más tarde, el 9 de agosto, se lanzó el avance del álbum, con una nueva canción titulada «Epiphany». La canción, descrita como una «melodía de pop-rock», fue interpretada por Jin, y habla de encontrar el amor propio. El tráiler fue dirigido por Yong-seok Choi (Lumpens), y retrata varias versiones de Jin en una habitación, contando la historia de un viaje personal. Philip Merrill, de la Academia de Grabación, describió el vídeo como una «sensación de ir hacia atrás y hacia adelante, a través del tiempo y a través de diferentes versiones de uno mismo». Discutiendo sobre el trabajo de Jin, Hong Hye-min de The Korea Times declaró que fue tan bien actuado y emotivo, con la «voz triste y libre de Jin».

## Recepción

### Comentarios de la crítica
Love Yourself: Answer recibió reseñas positivas de los críticos. Nemo Kim, de South China Morning Post, le dio cuatro estrellas de cinco al álbum y mencionó que «la banda envía un mensaje a la juventud coreana acerca del amor propio, y el sencillo «Idol» mezcla el pop con instrumentos de percusión tradicionales»; alabó al álbum por «cimentar la posición de BTS como reyes del género». Por otro lado, Taylor Glasby, de la revista Clash, describió la narrativa del álbum como «una representación de los miedos, errores y pensamientos que nos autoinfligimos» y concluyó en que lo que el álbum hace es «recordarnos que cada persona debe forjar su propio camino ya que no existe una única respuesta para alcanzar la autoaceptación». Tamar Herman, de Billboard, elogió el álbum y comentó que es una «culminación maestra de años de trabajo llenos de significado, Answer es indudablemente un «magnum opus de BTS que pocos artistas o boy bands pueden esperar alcanzar».

## Promoción

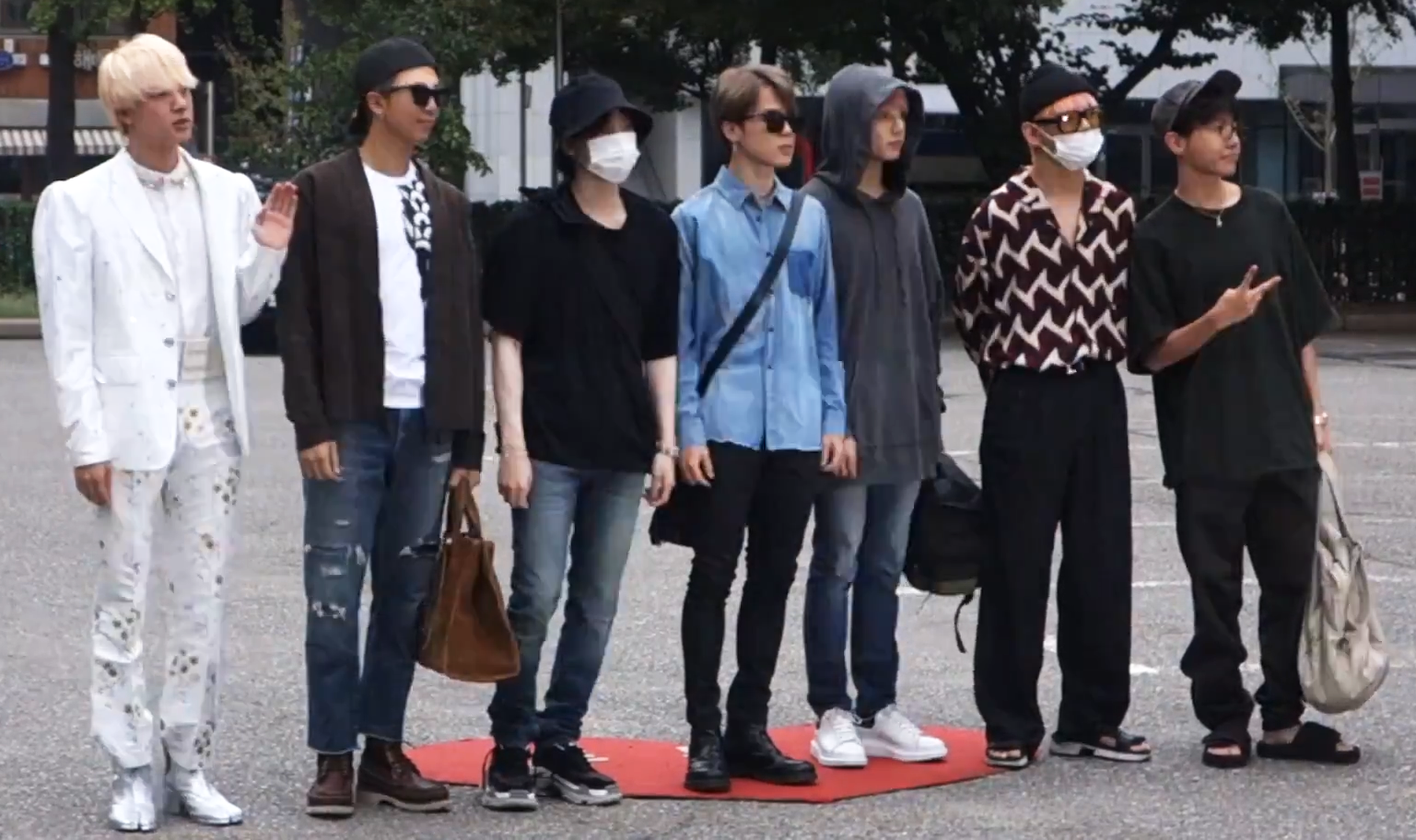
BTS al llegar al programa Music Bank para su presentación el 31 de agosto de 2018.

El 26 de agosto de 2018, BTS tuvo una conferencia de prensa para hablar sobre su álbum y también acerca de la gira BTS World Tour: Love Yourself, que comenzó el día anterior. Asimismo, interpretaron «Idol» y «I'm Fine» en varios programas de música de Corea del Sur en la semana del 26 de agosto, incluyendo M Countdown, Music Bank, Show! Music Core, e Inkigayo, mientras que las presentaciones pregrabadas salieron al aire la semana siguiente, Una versión corta de «Save Me», del álbum The Most Beautiful Moment in Life: Young Forever, se usó como pista de introducción durante la interpretación de «I'm Fine» en M Countdown. El grupo presentó «Idol» y «Fake Love» en los Soribada Best K-Music Awards el 30 de agosto.
Mientras el grupo estuvo en Estados Unidos, para la etapa norteamericana de su gira Love Yourself, interpretó «Idol» en la segunda semifinal de la decimotercera temporada de America's Got Talent, que se transmitió el 12 de septiembre. BTS también presentó el tema en The Tonight Show Starring Jimmy Fallon y Good Morning America el 25 y 26 de septiembre respectivamente, además de ser entrevistados en ambos programas. Una presentación adicional de «I'm Fine» también fue publicada en el canal de YouTube de The Tonight Show.
El 1 de octubre de 2018, varios medios de comunicación dieron a conocer que BTS aparecería en el programa The Graham Norton Show de BBC el 12 de octubre, lo cual fue confirmado 5 días después por Big Hit Entertainment.

## Lista de canciones
| CD 1    | | |                             |          |  |
| N.º     | Título                                                                                             | Escritor(es) | Productor(es)               | Duración |  |
| 1.      | «Euphoria» (solo de Jungkook)                                                                      | Jordan "DJ Swivel" Young, Candace Nicole Sosa, Melanie Joy Fontana, ”hitman” bang, Supreme Boi, Adora, RM                                                        | Jordan "DJ Swivel" Young    | 3:49     |  |
| 2.      | «Trivia 起: Just Dance» (solo de j-hope)                                                           | J-Hope, Hiss noise | Hiss noise                  | 3:45     |  |
| 3.      | «Serendipity» (solo de Jimin)                                                                      | "hitman" bang, Ashton Foster, Ray Michael Djan Jr., RM, Slow Rabbit                                                                                              | Slow Rabbit                 | 4:37     |  |
| 4.      | «DNA»                                                                                              | Pdogg, "hitman" bang, KASS, Supreme Boi, SUGA, RM | Pdogg                       | 3:43     |  |
| 5.      | «보조개» (Bojogae)                                                                                 | Matthew Tishler, Allison Kaplan, RM | Matthew Tishler, Crash Cove | 3:16     |  |
| 6.      | «Trivia 承: Love» (solo de RM)                                                                     | Hiss noise, RM, Slow Rabbit | Slow Rabbit                 | 3:46     |  |
| 7.      | «Her» (interpretada por RM, SUGA y j-hope)                                                         | SUGA, Slow Rabbit, RM, j-hope | SUGA, Slow Rabbit           | 3:49     |  |
| 8.      | «Singularity» (solo de V)                                                                          | Charlie J. Perry, RM | Charlie J. Perry            | 3:17     |  |
| 9.      | «Fake Love»                                                                                        | RM, Pdogg, "hitman" bang | Pdogg                       | 4:02     |  |
| 10.     | «전하지 못한 진심 (The Truth Untold) (con Steve Aoki)» (interpretada por Jimin, Jin, V y Jungkook) | Steve Aoki, Roland Spreckley, Jake Torrey, Noah Conrad, Annika Wells, RM, Slow Rabbit                                                                            | Steve Aoki                  | 4:02     |  |
| 11.     | «Trivia 轉: Seesaw» (solo de SUGA)                                                                 | Slow Rabbit, SUGA | Slow Rabbit, SUGA           | 4:06     |  |
| 12.     | «Tear» (interpretada por RM, SUGA y j-hope)                                                        | DOCSKIM, Shin Myung-soo, SUGA, RM, j-hope | DOCSKIM                     | 4:45     |  |
| 13.     | «Epiphany» (solo de Jin)                                                                           | "hitman" bang, Slow Rabbit, ADORA | Slow Rabbit                 | 4:00     |  |
| 14.     | «I'm Fine»                                                                                         | Ashton Foster, Candance Nicole Sosa, j-hope, Jordan "DJ Swivel" Young, Lauren Dyson, Pdogg, Ray Michael Djan, RM, Samantha Harper, SUGA, Yoon Guitar, Jung Bobby | Pdogg                       | 4:00     |  |
| 15.     | «IDOL»                                                                                             | "hitman" bang, Ali Tamposi, RM, Roman Campolo, Supreme Boi | Pdogg                       | 3:43     |  |
| 16.     | «Answer: Love Myself»                                                                              | Ashton Foster, Candace Nicole Sosa, Conor Maynard, j-hope, Jordan "DJ Swivel" Young, Pdogg, Ray Michael Djan, RM, SUGA, Jung Bobby                               | Pdogg                       | 4:11     |  |
| 1:02:51 | | |                             |          |  |

| CD 2  |                                                        | |                                           |          |  |
| N.º   | Título                                                 | Escritor(es) | Productor(es)                             | Duración |  |
| 1.    | «Magic Shop»                                           | Jungkook, Hiss noise, RM, DJ Swivel, Candace Nicole Sosa, ADORA, j-hope, SUGA                                   | Jungkook, Hiss noise, ADORA               | 4:36     |  |
| 2.    | «Best of Me»                                           | Andrew Taggart, Pdogg, Ray Michael Djan Jr, Ashton Foster, Sam Klempner, RM, "hitman" bang, SUGA, j-hope, ADORA | Andrew Taggart, Pdogg                     | 3:46     |  |
| 3.    | «Airplane Pt. 2»                                       | Pdogg, RM, Ali Tamposi, Liza Owens, Roman Campolo, "hitman" bang, SUGA, j-hope                                  | Pdogg                                     | 3:39     |  |
| 4.    | «고민보다 Go» (Gominboda Go / Go Go)                   | Pdogg, "hitman" bang, Supreme Boi                                                                               | Pdogg                                     | 3:55     |  |
| 5.    | «Anpanman»                                             | Pdogg, Supreme Boi, "hitman" bang, RM, SUGA, Jinbo                                                              | Pdogg                                     | 3:54     |  |
| 6.    | «MIC Drop»                                             | Pdogg, Supreme Boi, "hitman" bang, j-hope, RM                                                                   | Pdogg                                     | 3:57     |  |
| 7.    | «DNA» (pedal 2 la mix)                                 | "hitman" bang, DOCSKIM, Khan, Slow Rabbit                                                                       | "hitman" bang, DOCSKIM, Khan, Slow Rabbit | 4:07     |  |
| 8.    | «Fake Love» (rocking vibe mix)                         | Pdogg, "hitman" bang, RM                                                                                        | Slow Rabbit                               | 3:58     |  |
| 9.    | «MIC Drop (remix de Steve Aoki)» (full length edition) | "hitman" bang, j-hope, Pdogg, RM, Supreme Boi                                                                   | Steve Aoki                                | 5:08     |  |
| 37:00 |                                                        | |                                           |          |  |

| Digital bonus track |                          |                                                                                |               |          |  |
| N.º                 | Título                   | Escritor(es)                                                                   | Productor(es) | Duración |  |
| 10.                 | «IDOL» (con Nicki Minaj) | "hitman" bang, Ali Tamposi, Onika Maraj, Pdogg, RM, Roman Campolo, Supreme Boi | Pdogg         | 4:20     |  |

## Posicionamiento en listas

### Álbum

#### Semanales
| Listas (2018-20)                              | Mejor posición |
| --------------------------------------------- | -------------- |
| Alemania (Offizielle Top 100)                 | 23             |
| Australia (ARIA)                              | 9              |
| Austria (Ö3 Austria)                          | 14             |
| Bélgica (Ultratop flamenca)                   | 5              |
| Bélgica (Ultratop valona)                     | 24             |
| Corea del Sur (Gaon)                          | 1              |
| Escocia (OCC)                                 | 14             |
| Estonia (Eesti Ekspress)                      | 2              |
| Canadá (Billboard Canadian Albums)            | 1              |
| Dinamarca (Hitlisten)                         | 8              |
| Estados Unidos (Billboard 200)                | 1              |
| Estados Unidos (Billboard Independent Albums) | 1              |
| Estados Unidos (Billboard Top Album Sales)    | 1              |
| Estados Unidos (Billboard World Albums)       | 1              |
| España (PROMUSICAE)                           | 7              |
| Francia (SNEP)                                | 49             |
| Finlandia (Suomen virallinen lista)           | 5              |
| Hungría (MAHASZ)                              | 10             |
| Irlanda (IRMA)                                | 15             |
| Italia (FIMI)                                 | 18             |
| Japón (Japan Hot Albums)                      | 1              |
| Japón (Oricon)                                | 1              |
| México (AMPROFON)                             | 6              |
| Noruega (VG-lista)                            | 25             |
| Nueva Zelanda (Recorded Music NZ)             | 11             |
| Países Bajos (Album Top 100)                  | 5              |
| Reino Unido (UK Albums Chart)                 | 14             |
| Reino Unido (UK Independent Albums)           | 7              |
| Suecia (Sverigetopplistan)                    | 20             |
| Suiza (Schweizer Hitparade)                   | 13             |

| Lista                                         | Mejor posición |      |      |      |      |      |      |      |      |
| 2018                                          | 2018           | 2018 | 2018 | 2018 | 2018 | 2018 | 2018 | 2018 | 2018 |
| --------------------------------------------- | -------------- | ---- | ---- | ---- | ---- | ---- | ---- | ---- | ---- |
| Bélgica (Ultratop Flanders)                   | 105            |      |      |      |      |      |      |      |      |
| Corea del Sur (Gaon)                          | 1              |      |      |      |      |      |      |      |      |
| Estados Unidos (Billboard 200)                | 85             |      |      |      |      |      |      |      |      |
| Estados Unidos (Billboard Independent Albums) | 4              |      |      |      |      |      |      |      |      |
| Estados Unidos (Billboard World Albums)       | 2              |      |      |      |      |      |      |      |      |
| Estados Unidos (BuzzAngle Top Album Sales)    | 18             |      |      |      |      |      |      |      |      |
| Japón (Oricon)                                | 14             |      |      |      |      |      |      |      |      |
| México (AMPROFON)                             | 69             |      |      |      |      |      |      |      |      |
| Países Bajos (MegaCharts)                     | 70             |      |      |      |      |      |      |      |      |
| 2019                                          |                |      |      |      |      |      |      |      |      |
| Bélgica (Ultratop Flanders)                   | 135            |      |      |      |      |      |      |      |      |
| Corea del Sur (Gaon Album Chart)              | 14             |      |      |      |      |      |      |      |      |
| España (PROMUSICAE)                           | 90             |      |      |      |      |      |      |      |      |
| Estados Unidos (Billboard 200)                | 118            |      |      |      |      |      |      |      |      |
| Estados Unidos (Billboard Independent Albums) | 4              |      |      |      |      |      |      |      |      |
| Estados Unidos (Billboard World Albums)       | 3              |      |      |      |      |      |      |      |      |
| Francia (SNEP)                                | 189            |      |      |      |      |      |      |      |      |
| Hungría (MAHASZ)                              | 20             |      |      |      |      |      |      |      |      |

| Listas (2018)                           | Mejor posición |
| --------------------------------------- | -------------- |
| Canadá (Hot 100)                        | 75             |
| Corea del Sur (Billboard Hot 100)       | 3              |
| Corea del Sur (Gaon)                    | 14             |
| Escocia (The Official Charts Company)   | 47             |
| Estados Unidos (Bubbling Under Hot 100) | 7              |
| Estados Unidos (World Digital Songs)    | 3              |
| Finlandia (Digital Song Sales)          | 4              |
| Francia (SNEP)                          | 45             |
| Hungría (Single Top 40)                 | 6              |
| Japón (Japan Hot 100)                   | 36             |
| Nueva Zelanda (RMNZ Hot Singles)        | 12             |
| Reino Unido (UK Independent Singles)    | 3              |
| Reino Unido (UK Singles Chart)          | 47             |
| Singapur (RIAS)                         | 28             |
| Suecia (Sweden Digital Song Sales)      | 8              |

| Listas (2018)                        | Mejor posición |
| ------------------------------------ | -------------- |
| Corea del Sur (Billboard Hot 100)    | 4              |
| Corea del Sur (Gaon)                 | 24             |
| Estados Unidos (World Digital Songs) | 6              |
| Francia (SNEP)                       | 69             |
| Hungría (Single Top 40)              | 15             |
| Reino Unido (UK Singles Chart)       | 60             |

## Certificaciones
| País           | Organismo certificador | Certificación | Ventas certificadas |
| -------------- | ---------------------- | ------------- | ------------------- |
| Corea del Sur  | Gaon                   | 2x Millón     | 2 000 000           |
| Estados Unidos | RIAA                   | Platino       | 1 000 000           |
| Japón          | RIAJ                   | Oro           | 100 000             |
| Nueva Zelanda  | RIANZ                  | Oro           | 7 500               |
| Reino Unido    | BPI                    | Oro           | 100 000             |

### Ventas
| País                 | Ventas    |
| -------------------- | --------- |
| Corea del Sur (Gaon) | 2 561 378 |
| China                | 404 742   |
| Estados Unidos       | 199 865   |
| Japón                | 236 375   |

## Reconocimientos
| Publicación         | Lista                                                   | Posición | Ref.    |
| ------------------- | ------------------------------------------------------- | -------- | ------- |
| 20 Minutos          | Los discos de 2018 que no deberían pasar desapercibidos | —        | [ 99 ]  |
| AllMusic            | Álbumes pop favoritos                                   | —        | [ 100 ] |
| Billboard           | Los 20 mejores álbumes de K-pop de 2018                 | 1        | [ 101 ] |
| Bravo               | Estos son los 10 mejores álbumes de K-pop del año       | 1        | [ 102 ] |
| City Pages          | Todos los álbumes #1 de 2018                            | 16       | [ 103 ] |
| DIY                 | Álbumes del año 2018                                    | 2        | [ 104 ] |
| Rolling Stone India | Los 10 mejores álbumes K-pop de 2018                    | 1        | [ 105 ] |
| The Spinnaker       | Los 10 mejores álbumes del año                          | 3        | [ 106 ] |
| Uproxx              | 20 álbumes pop de 2018 que debes escuchar               | 16       | [ 107 ] |
| Yahoo!              | Los mejores álbumes de 2018                             | 8        | [ 108 ] |
| Yardbarker          | Los 10 mejores álbumes pop de 2018                      | —        | [ 109 ] |

| Año  | Organización                  | Premio                           | Resultado | Ref.                    |
| ---- | ----------------------------- | -------------------------------- | --------- | ----------------------- |
| 2018 | MBC Plus X Genie Music Awards | Álbum digital del año            | Ganador   | [ 110 ]                 |
| 2018 | Korea Popular Music Awards    | Mejor álbum                      | Ganador   | [ 111 ]                 |
| 2019 | Golden Disc Awards            | Disco Bonsang                    | Ganador   | [ 112 ]                 |
| 2019 | Golden Disc Awards            | Disco Daesang                    | Ganador   | [ 112 ]                 |
| 2019 | Gaon Chart Music Awards       | Álbum del año – tercer trimestre | Ganador   | [ 113 ] [ 114 ] [ 115 ] |
| 2019 | Korean Music Awards           | Álbum del año                    | Nominado  | [ 116 ]                 |
| 2019 | Korean Music Awards           | Mejor álbum pop                  | Nominado  | [ 116 ]                 |
| 2019 | Japan Gold Disc Awards        | Mejores 3 álbumes (Asia)         | Ganador   | [ 117 ]                 |
| 2019 | Gaffa-Prisen Awards           | Mejor álbum internacional        | Ganador   | [ 118 ] [ 119 ]         |
| 2019 | The Fact Music Awards         | Mejor álbum                      | Ganador   | [ 120 ]                 |

## Historial de lanzamientos
| País           | Fecha                | Formato                         | Sello                     |
| -------------- | -------------------- | ------------------------------- | ------------------------- |
| Corea del Sur  | 24 de agosto de 2018 | CD, descarga digital, streaming | Big Hit, iriver           |
| Estados Unidos | 24 de agosto de 2018 | CD, descarga digital, streaming | Big Hit, iriver, Columbia |
| Japón          | 24 de agosto de 2018 | CD, descarga digital, streaming | Big Hit, iriver, Virgin   |
|                | 24 de agosto de 2018 | Descarga digital, streaming     | Big Hit                   |